# هرتا اوبرهویزر
هرتا اوبرهویزر (آلمانی: Herta Oberheuser؛ ۱۵ می ۱۹۱۱–۲۴ ژانویه ۱۹۷۸)، در شهر کلن آلمان به دنیا آمد. او از ۱۹۴۰ تا ۱۹۴۳ در دوران جنگ جهانی دوم در اردوگاه آشویتس و اردوگاه کار اجباری راونسبروک نازی‌ها تحت سرپرستی دکتر کارل گبهارت در آزمایش‌های مخوف پزشکی شرکت می‌کرد. او با برداشتن استخوان و ماهیچه‌های زندانیان اردوگاه‌ها و عدم ترمیم و احیا آنها به آزمایش می‌پرداخت. اوبر هاوزر کودکان سالم را با مسمومیت با نفت و تزریق مواد سمی و برداشتن اندام تناسلی و حیاتی آنها می‌کشت. او کودکان را در حالی که هوشیاری کامل داشتند با طرز مخوف شکنجه می‌داد.
او در ۱۹۳۷ در بن مدرک پزشکی خود را به دست آورد و در رشته درماتولوژی فارغ‌التحصیل شد، و مدتی پزشک شخصی هاینریش هیملر بود.

## دستگیری
هرتا اوبر هاوزر در میان متهمان دادگاه نورنبرگ تنها متهم زن حاضر در دادگاه پزشکان بود. او محکوم به بیست سال حبس شد. در آوریل ۱۹۵۲ میلادی به دلیل حسن رفتاری در زندان او آزاد شد و سرانجام در ۲۴ ژانویه ۱۹۷۸ میلادی در شهر لینز آلمان در گذشت.

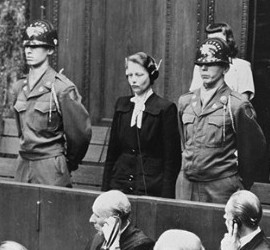
هرتا اوبر هاوزر در محکمه دادگاه